# Puerto Flecha
El puerto Flecha (51°52′S 58°59′O / -51.867, -58.983) (en inglés: Arrow Harbour) se ubica en el centro de la isla Soledad del archipiélago de las Malvinas. Administrativamente pertenece al departamento Islas del Atlántico Sur de la provincia de Tierra del Fuego, Antártida e Islas del Atlántico Sur.
Este puerto se encuentra hacia el fondo del seno Choiseul, en la costa austral del mismo. Además se ubica al oeste de las islas Flecha, al noroeste de la laguna Torcida y al este de la ría Findlay.